# Miguel Lombardi
Miguel Lombardi (Limeira, 29 de janeiro de 1964) é um corretor e político brasileiro , que atualmente é deputado federal pelo estado de São Paulo. Atua em defesa de Limeira e do interior paulista no Congresso Nacional. Lombardi é filiado ao Partido Liberal (PL). Foi eleito deputado federal pelo estado de São Paulo nas eleições de 2014. Antes de ser Deputado , ele exerceu quatro mandatos consecutivos como vereador no município de Limeira.

## Vida pública
Em 1996, iniciou a vida pública na cidade de Limeira. Foi candidato a vereador e obteve 1.049 votos, conquistando a 1ª suplência. 
Nos anos de 1997 a 2000, foi assessor do vice-prefeito Paulo Brasil Batistella. 
No ano 2000, voltou a disputar o pleito para vereador, sendo eleito com 1.635 votos, e foi reeleito em 2004, 2008 e 2012..
Foi eleito deputado federal em 2014, no que foi chamado "Efeito Tiririca" onde graças a votação do Deputado: Tiririca, conseguiu ser "puxado" ao congresso e sendo re-eleito em 2018 e 2022.

## Posicionamento político
Votou a favor do Processo de impeachment de Dilma Rousseff. Já durante o Governo Michel Temer, votou a favor da PEC do Teto dos Gastos Públicos. Em abril de 2017 foi favorável à Reforma Trabalhista. Em agosto de 2017, votou contra o processo em que se pedia abertura de investigação do presidente Michel Temer, ajudando a arquivar a denúncia do Ministério Público Federal. Na sessão do dia 25 de outubro de 2017, o deputado, mais uma vez, votou contra o prosseguimento da investigação de Temer, acusado pelos crimes de obstrução de Justiça e organização criminosa. O resultado da votação livrou o Michel Temer de uma investigação por parte do Supremo Tribunal Federal (STF).